# Edward Harris (archeologo)
Edward Cecil Harris (Hamilton, 1946) è un archeologo britannico.
Harris è celebre per il suo matrix, sviluppato nel febbraio 1973 e considerato lo standard scientifico dell'archeologia stratigrafica.
Alle Bermuda è il direttore esecutivo del Bermuda Maritime Museum. È stato insignito dell'Ordine dell'Impero Britannico.

## Opere
- Principles of Archaeological Stratigraphy (1979)
- Pillars of the Bridge (1991)
- Bermuda Forts 1612-1957 (1997)